# Giulia (catch)
Eimi Gloria Matsudo  (née le 21 février 1994 à Londres) est une catcheuse (lutteuse professionnelle) anglaise d'origines italienne et japonaise. Elle travaille actuellement à la World Wrestling Entertainment, dans la division SmackDown, sous le nom de Giulia (ジュリア, Juria), où elle est l'actuelle championne des États-Unis.
Elle a longuement travaillé pour la World Wonder Ring Stardom, où elle était leader du clan Donna del Mondo et championne par trio Artist of Stardom avec Mai Sakurai (en) et Thekla (en),. Giulia est également connue pour son travail à la Ice Ribbon, de ses débuts en 2017 jusqu'à octobre 2019, où elle gagne le championnat international par équipe Ribbon aux côtés de Tequila Saya (en). En 2024 elle rejoint, avec plusieurs vétérans de la Stardom, la nouvelle compagnie de Rossy Ogawa (en), la Dream Star Fighting Marigold (en)

## Jeunesse
Giulia naît à Londres, en Angleterre, d'un père italien et d'une mère japonaise. Un an après la naissance de Giulia, ils reviennent ensemble au Japon et elle grandit dans la préfecture de Chiba. Elle y travaille comme gérante dans un restaurant italien avant de s'entraîner pour devenir catcheuse à la Ice Ribbon (en) en 2017. Dans une interview pour Shūkan Bunshun en 2022, Giulia déclare avoir été victime de harcèlement en raison de sa double appartenance ethnique, raison pour laquelle elle a fréquenté un lycée privé.

## Carrière

### Ice Ribbon (2017-2019)

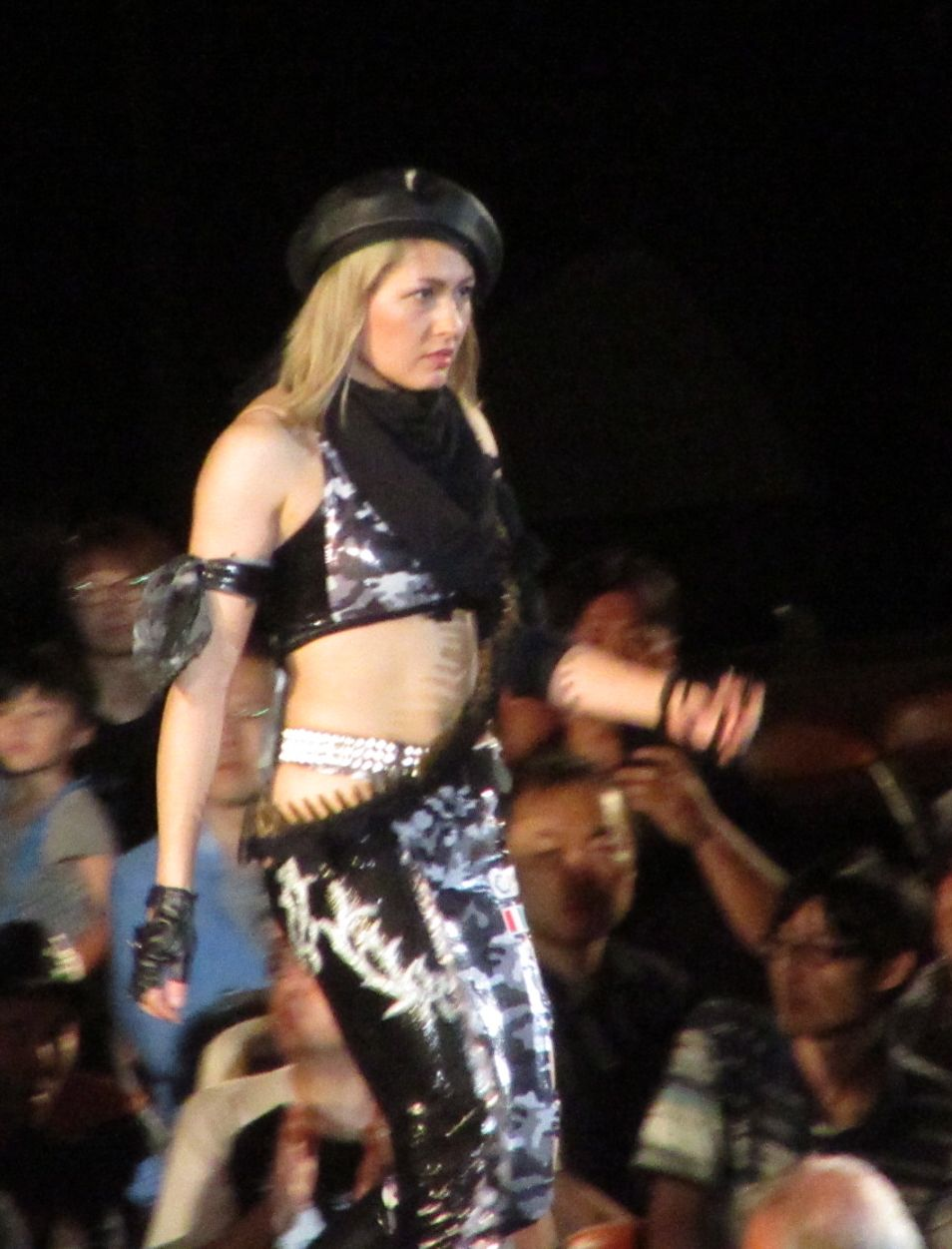
Giulia en août 2018

Giulia fait ses débuts dans le catch lors de l'évènement New Ice Ribbon #845 le 29 octobre 2017, en faisant équipe avec Takako Inoue (en), légende du catch japonais, où les deux catcheuses perdent contre Nao Date et Satsuki Totoro. En novembre, elle participe au Young Ice Tournament où elle est éliminée au premier tour par Totoro. En avril, elle affronte la star de l'Ice Ribbon Tsukasa Fujimoto et perd en 39 secondes. Le 24 septembre, elle bat Asahi pour sa toute première victoire en combat un contre un. Le 1er octobre, elle est invitée par Toshiaki Kawada à participer à l'un de ses spectacles Holy War, où elle a été vaincue par Command Bolshoi. Quelques jours plus tard, elle perd contre Aja Kong en un contre un à la Oz Academy. À la fin de l'année, elle commence une rivalité avec Tequila Saya (en), les catcheurs Shinya Aoki et Hideki Suzuki apportent leur aide aux catcheuses et leur apprennent de nouveaux coups tout au long de leur rivalité. Après un match le 31 décembre où Giulia et Aoki gagnent contre Saya et Suzuki, les deux femmes se réconcilient et forment une équipe connue sous le nom de « Burning Raw ». À la fin de l'année, la Ice Ribbon lui décerne le prix New Face Award, équivalent du prix de la recrue de l'année. Le 27 janvier, Burning Raw défient Kyuri et Maika Ozaki pour le championnat international par équipe Ribbon mais perdent le combat. Le 17 février, Giulia annonce qu'elle prendrait un mois de pause en raison de fractures à la hanche. Après son retour, elle démarre une rivalité avec Maya Yukihi, qui aboutit à un combat pour le championnat ICE Cross Infinity le 25 mai, que Giulia perd à nouveau. En juillet, Burning Raw remportent le championnat international par équipe Ribbon Tag en battant Yukihi et Risa Sera. Ces dernières regagnent les titres trois mois plus tard le 23 septembre. Le 13 octobre, Giulia annonce son départ de la Ice Ribbon.

### Circuit indépendant (2018-2024)
Giulia fait plusieurs apparitions dans des fédérations du circuit indépendant japonais. Elle fait plusieurs apparitions à la Big Japan Pro Wrestling. Le premier était un house show du 9 juin 2018, où elle perd face à Tequila Saya[réf. nécessaire]. Lors du tournoi Tenka-Ichi Junior Tournament 2018 de la Pro Wrestling Zero1, le 18 novembre, elle remporte une victoire contre Mochi Miyagi[réf. nécessaire]. Lors de AWG Act In Osaka organisé par la fédération Actwres girl'Z (en) le 21 juillet 2019, elle perd contre Saori Anou dans un match pour le championnat AgZ.

### World Wonder Ring Stardom (2019-2023)
Le 14 octobre 2019, Giulia annonce sa signature avec la World Wonder Ring Stardom. Le 8 décembre, Giulia fait ses débuts sur le ring de la Stardom en battant Hazuki.
En janvier 2020, Giulia a formé un nouveau clan nommé Donna Del Mondo, en recrutant Maika et Syuri (en) dans ses rangs. Le 8 février, Donna del Mondo bat Queen's Quest (clan composé d'AZM (en), Momo Watanabe (en) et Utami Hayashishita) pour remporter le championnat par trio Artist of Stardom. Le 24 mars, Giulia remporte le Cinderella Tournament 2020 en battant Jungle Kyona, Momo Watanabe, Syuri, et enfin Natsuko Tora en finale. Le 26 juillet à Cinderella Summer in Tokyo, Giulia bat Tam Nakano dans un match pour le championnat Wonder of Stardom vacant. Le 3 octobre, Giulia conserve son titre en battant Nakano lors d'un match de revanche. En octobre et novembre, Giulia et Maika participent au tournoi Goddesses of Stardom Tag League 2020 sous le nom d'équipe "Crazy Bloom". Elles atteignent la finale du tournoi mais perdent contre MOMOAZ (Momo Watanabe et AZM). Le 14 novembre, Donna del Mondo perdent le championnat Artist of Stardom contre Oedo Tai (Bea Priestley, Saki Kashima et Natsuko Tora). Le 15 novembre, lors de Sendai Cinderella 2020, Giulia conserve le championnat Wonder of Stardom après une victoire contre Konami. Le 20 décembre, Giulia affronte sa partenaire de Donna del Mundo, Syuri (en), dans un match où le championnat Wonder of Stardom de Giulia ainsi que le championnat du monde SWA de Syuri étaient tous les deux mis en jeu. Le combat dure jusqu'à atteindre la limite de temps imparti et se termine par conséquent en égalité, les championnats sont retournés vers leur propriétaire respective[réf. nécessaire].
Le 3 mars 2021, à All Star Dream Cinderella, Giulia met son championnat Wonder of Stardom en jeu contre Tam Nakano dans un Hair vs Hair match et perd son titre après 220 jours de règne. Après le match, elle se fait partiellement raser la tête sur le ring, le reste des cheveux est coupé plus tard dans les coulisses. À Stardom Yokohama Dream Cinderella 2021 le 4 avril 2021, Giulia fait équipe avec Syuri (en) pour remporter le championnat par équipe Goddess of Stardom face aux autres membres de Donna Del Mondo, Maika et Himeka (en). Elles nomment leur équipe « Alto Livello Kabaliwan », abrégé en ALK, signifiant « haut niveau de folie »[réf. nécessaire]. Lors de la première soirée du Stardom Cinderella Tournament 2021 du 10 avril, Giulia remporte une victoire sur Ruaka au premier tour du tournoi[réf. nécessaire]. Lors de la deuxième soirée du tournoi le 14 mai, Maika bat Giulia en demi-finale. À Yokohama Dream Cinderella 2021 in Summer le 4 juillet, Giulia et Syuri conservent leur championnat Goddess of Stardom contre les Stars (Mayu Iwatani et Koguma (en)). Giulia participe au Stardom 5 Star Grand Prix 2021, concourant dans le bloc rouge, mais déclare forfait après trois matches en raison de plusieurs blessures[réf. nécessaire]. Elle fait son retour sur le ring le 29 décembre à Stardom Dream Queendom où elle remporte une victoire contre Konami dans son dernier match à la Stardom.
À Stardom Award à Shinjuku le 3 janvier 2022, Giulia révèle que Thekla (en) de la Ice Ribbon et Mirai (en) de la Tokyo Joshi Pro-Wrestling (en) sont les deux personnes masquées qui ont attaqué plusieurs catcheuses de la Stardom au cours de la fin d'année 2021. Tous les trois font équipe pour vaincre l'équipe de Tam Nakano, Mai Sakurai (en) et Unagi Sayaka. À Stardom Nagoya Supreme Fight le 29 janvier 2022, Giulia affronte Mayu Iwatani dans un match pour devenir aspirante numéro un au championnat World of Stardom qui se solde par un match nul et donne une opportunité au titre pour les deux catcheuses lors de Stardom World Climax 2022. Le 26 mars, lors de la première nuit de Stardom World Climax 2022, Giulia perd son match contre la championne World of Stardom, Syuri (en). Après leur match, Syuri annonce son départ de Donna Del Mondo pour suivre son chemin et former un autre clan qu'elle nomme God's Eye. La deuxième nuit du 27 mars, Giulia fait équipe avec Maika, Himeka (en) et Thekla (en) pour battre Risa Sera, Suzu Suzuki (en), Akane Fujita et Mochi Miyagi du clan Prominence qui était en rivalité avec le clan Donna del Mundo. Lors de l'édition 2022 du Stardom Cinderella Tournament, Giulia perd lors du second tour face à Koguma (en)[réf. nécessaire]. Lors de Stardom Flashing Champions le 28 mai 2022, Giulia fait équipe avec Mai Sakurai (en) pour affronter dans un match de championnat les championnes Goddess of Stardom Hazuki et Koguma mais perdent. Lors de Stardom Fight in the Top le 26 juin 2022, Giulia perd en équipe avec Maika et Mai Sakurai contre Oedo Tai (Saki Kashima, Momo Watanabe et Starlight Kid) et God's Eye (Syuri, Mirai et Ami Sourei) dans un match à trois équipes pour le championnat Artist of Stardom[réf. nécessaire]. Elle participe et remporte le Stardom 5 Star Grand Prix 2022 en battant Tam Nakano en finale du tournoi le 1er octobre. Le 29 décembre, à Dream Queendom 2, Giulia bat Syuri (en) pour devenir championne World of Stardom pour la première fois de sa carrière.
Le 4 février 2023, à Stardom Supreme Fight, Giulia conserve son titre World of Stardom contre Suzu Suzuki (en),. Le 4 mars, lors de sa deuxième défense de titre contre Maya Yukihi, leur match se solde par un double décompte à l'extérieur. Il est rapporté plus tard que la raison pour laquelle le match s'est terminé par un double décompte était due à une vraie animosité entre les deux catcheuses qui dépassait le cadre de la fiction. Le 23 avril, à All Star Grand Queendom, Giulia perd le titre face à Tam Nakano. Le 27 mai, à Flashing Champions, Giulia aux côtés de Mai Sakurai (en) et Thekla (en), connues en équipe sous le nom de « Baribari Bomders », battent les championnes Artist of Stardom REStart (Kairi, Natsupoi et Saori Anou) pour remporter les titres.

### New Japan Pro-Wrestling (2020-2023)
Giulia prend part à des matchs d'exhibition dans des évènements organisés conjointement par la New Japan Pro-Wrestling et la World Wonder Ring Stardom. Lors de son premier match, elle fait équipe avec Hana Kimura pour perdre contre Mayu Iwatani et Arisa Hoshiki lors de la première nuit de Wrestle Kingdom 14 le 4 janvier 2020[réf. nécessaire]. Le 5 janvier 2021, lors de la deuxième nuit de Wrestle Kingdom 15, elle fait équipe avec Syuri, à l'époque membre du clan Donna del Mondo, pour vaincre Mayu Iwatani et Tam Nakano. Lors de la deuxième nuit de Wrestle Grand Slam au MetLife Dome le 4 septembre, Giulia fait de nouveau équipe avec Syuri pour vaincre Momo Watanabe (en) et Saya Kamitani[réf. nécessaire]. À Historic X-Over le 20 novembre 2022, elle fait équipe avec le catcheur britannique Zack Sabre, Jr. et battent Syuri (en) et Tom Lawlor dans un match par équipe mixte. Lors de NJPW Strong Independence Day le 5 juillet 2023, elle bat Willow Nightingale pour remporter le championnat Strong Women's,.
Le 20 août, à Multiverse United 2, Giulia catche aux États-Unis pour la première fois de sa carrière, où elle conserve avec succès le Strong Women's Championship contre Deonna Purrazzo, Gisele Shaw et Momo Kohgo.

### Marigold (2024)
Giulia est associée à Marigold, mais elle s'est blessée lors du premier pay-per-view de la fédération.[réf. nécessaire]

### World Wrestling Entertainment (2024-...)

#### Débuts et championne deNXT(2024-2025)
Le 1er septembre 2024 à NXT No Mercy, elle fait officiellement ses débuts et confronte la championne de Cody Rhodes . Neuf soirs plus tard à NXT, elle fait ses débuts dans le show jaune, dispute son premier match et bat Chelsea Green.
Le 1er octobre à NXT, elle ne remporte pas le titre féminin de NXT, battue par sa rivale qui reçoit l'aide de Cora Jade revenue de blessure et se rallie avec celle-ci. Le 27 octobre à NXT: Halloween Havoc, Stephanie Vaquer et elle battent leurs deux adversaires. Le 7 décembre à NXT Deadline, elle remporte le Iron Survivor Challenge match et devient aspirante no 1 à la ceinture.
Le 7 janvier 2025 à NXT: New Year's Evil, elle devient la nouvelle championne de NXT en prenant sa revanche sur sa même opposante et remporte le titre pour la première fois de sa carrière. Le 1er février au Royal Rumble, elle entre dans son tout premier Women's Royal Rumble match en 28e position, élimine Jordynne Grace avant d'être elle-même éliminée par l'ancienne double championne de NXT après 10 minutes de match. Le 11 mars à NXT Roadblock, elle ne remporte pas le titre féminin Nord-Américain de NXT et ne conserve pas sa ceinture, battue par la catcheuse chilienne dans un Winner Takes All match.
Le 8 avril à NXT, elle fait son retour, vient en aide à la double championne qui se fait attaquer par Jaida Parker et Jordynne Grace, mais effectue un Heel Turn et se retourne contre la première.

#### SmackDown, championne des États-Unis (2025-...)
Le 16 mai à SmackDown, elle signe officiellement avec le show bleu. La semaine suivante à SmackDown, elle dispute son premier match, bat Charlotte Flair et Zelina Vega dans un Triple Threat match et se qualifie pour le Women's Money in the Bank Ladder match. Le 7 juin à Money in the Bank, elle ne remporte pas la mallette, gagnée par Naomi. Le 27 juin à SmackDown, elle devient la nouvelle championne des États-Unis en battant Zelina Vega, remporte le titre pour la première fois de sa carrière et son premier titre dans le roster principal.

## Palmarès
- Ice Ribbon
  - Internation Ribbon Tag Team Championship (1 fois) – avec Tequila Saya
  - Ice Ribbon Year-End Award (1 fois)
    - Rookie Award (2018) avec Tequila Saya

- New Japan Pro-Wrestling
  - Strong Women's Championship (1 fois)[48]

- World Wonder Ring Stardom
  - Artist of Stardom Championship (2 fois, actuelle) – avec Maika et Syuri (1)[4] et Mai Sakurai et Thekla (1, actuelles) [5]
  - Goddess of Stardom Championship (1 fois) – avec Syuri[62]
  - Wonder of Stardom Championship (1 fois)[23]
  - World of Stardom Championship (1 fois)[38]
  - Cinderella Tournamenet (2020) [22]
  - 5★Star GP  (2022)
  - 5★Star GP Award (2 fois)
    - 5★Star GP Red Stars Best Match Award (2020) vs. Tam Nakano le 13 septembre
    - 5★Star GP Red Stars Best Match Award (2021) vs. Mayu Iwatani le 1er août

  - Stardom Year-End Award (5 fois)
    - Best Match Award (2021) – vs. Tam Nakano à All Star Dream Cinderella[63]
    - Best Match Award (2022) – vs. Syuri à Dream Queendom[64]
    - Best Unit Award (2020) en tant que membre Donna del Mondo, avec Himeka, Maika, Natsupoi et Syuri
    - MVP Award (2020)
    - Shining Award (2020)
- World Wrestling Entertainment
  - WWE Women's United States Championship (1 fois, actuelle)
  - NXT Women's Championship (1 fois)
  - Women's Iron Survivor Challenge (2024)

## Palmarès enLuchas de Apuestas
| Gagnante (pari)      | Perdante (pari)  | Lieu         | Événement                 | Date        | Réf    |
| -------------------- | ---------------- | ------------ | ------------------------- | ----------- | ------ |
| Tam Nakano (cheveux) | Giulia (cheveux) | Tokyo, Japon | All Star Dream Cinderella | 3 mars 2021 | [ 28 ] |

## Récompenses des magazines
- Pro Wrestling Illustrated
  - Classé n°5 des 50 meilleures équipes du PWI Tag Team 50 en 2021 – avec Syuri[65]

| Année | 2020 | 2021 | 2022 | 2023 | 2024 |
| ----- | ---- | ---- | ---- | ---- | ---- |
| Rang  | 54   | 16   | 57   | 2    | 21   |

- Tokyo Sports
  - Women's Wrestling Grand Prize (2020)[67]
- Weekly Pro-Wrestling
  - Women's Professional Wrestling Grand Prix (2020)[68]